# The Lost Messenger (film 1915)
The Lost Messenger è un cortometraggio muto del 1915 diretto da George O. Nicholls (George Nichols). Prodotto dalla Selig Polyscope Company su un soggetto di Emma Bell Clifton, il film aveva come interpreti Earle Foxe, Vivian Reed, Fred Hearn e l'addestratore di animali Walter Beckwith.

## Trama
John Gladding, che vive nella giungla insieme alla figlia Kate, procura animali per un circo americano. Un giorno, arriva al campp Charles Clancy, un cacciatore, che si innamora di Kate. Quando Gladding muore, in seguito a un'epidemia, gli indigeni abbandonano Kate che resta sola con il padre morto. La ragazza riesce a chiedere aiuto e la sua richiesta giunge a Clancy: il cacciatore salva la giovane che diventerà sua moglie.

## Produzione
Il film fu prodotto dalla Selig Polyscope Company.

## Distribuzione
Distribuito dalla General Film Company, il film - un cortometraggio in una bobina - uscì nelle sale cinematografiche statunitensi il 6 novembre 1915.
Nel 2008, è stato distribuito in DVD, pubblicato dalla Looser Than Loose Publishing.